# Моральні цінності сімейки Адамсів
«Мора́льні ці́нності сіме́йки Ада́мсів» (англ. Addams Family Values) — комедійний фільм з елементами чорного гумору, продовження фільму «Сімейка Адамсів», за мотивами коміксів. Режисер — Баррі Зонненфельд (Barry Sonnenfeld), 1993 року, тривалість 94 хв.; Українською дубльований на замовлення телеканалу «Новий».

## Сюжет
В сімействі Адамсів поповнення — у Гомеса і його царственої дружини Мортисії народився син. Але ідилія сімейного щастя затьмарюється появою няньки, яка виявилася злісною убивцею своїх чоловіків на прізвисько «Павучиха». Вона обирає своєю жертвою доброго й наївного Фестера, щоб заволодіти його багатством.

## У ролях
- Анжеліка Г'юстон (Anjelica Huston)
- Рауль Хулія (Raul Julia)
- Крістофер Ллойд (Christopher Lloyd)
- Джоан К'юсак (Joan Cusack)
- Крістіна Річчі (Christina Ricci)
- Керол Кейн (Carol Kane)
- Джіммі Воркмен (Jimmy Workman)
- Карел Стрюкен (Carel Struycken)
- Крістін Хупер (Kristin Hooper)
- Кейтлін Хупер (Kaitlyn Hooper)
- Пітер МакНікол (Peter MacNicol)
- Девід Крамхолц (David Krumholtz)